# Iranacris dentatus
Iranacris dentatus är en insektsart som beskrevs av Leo L. Mishchenko 1951. Iranacris dentatus ingår i släktet Iranacris och familjen Pamphagidae. Inga underarter finns listade i Catalogue of Life.